# Lovatens
Lovatens é uma comuna da Suíça, situada no distrito de Broye-Vully, no cantão de Vaud. Tem 3,45 km² de área e sua população em 2018 foi estimada em 146 habitantes.